# 溫戈河
溫戈河是俄羅斯的河流，屬於希洛克河的左支流，由外贝加尔边疆区負責管轄，河道全長160公里，流域面積2,290平方公里，河水主要來自雨水和融雪，每年十月至翌年五月結冰。